# Retrat de Juan de Pareja
Aquest retrat de Juan de Pareja és una obra feta per Diego Velázquez i es troba al Museu Metropolità d'Art de Nova York.

## Història i tècnica
Juan de Pareja havia nascut a Sevilla. Era mulat, encara que altres fonts indiquen que era morisc, descendent de família mora. Era l'«esclau ajudant» de Velázquez, a qui assistia a l'hora de barrejar colors i preparar llenços. Aquest costum de tenir un ajudant estava estès entre els pintors, ja que Francisco Pacheco, mestre de Velázquez, tenia un turc que l'ajudava; el mateix succeeix amb altres pintors com Bartolomé Esteban Murillo.
Va aconseguir la seva llibertat al final de la seva vida i es va establir com a pintor. Juan de Pareja no va ser mal pintor, encara que no arriba a imitar la tècnica del seu mestre, i s'acosta més a altres pintors italians convencionals. Es poden veure exemples de les seves obres al Museu del Prado on es conserva l'obra La vocació de sant Mateu, que inclou un autoretrat del mateix autor.
El quadre sembla pintat l'any 1650, durant el segon viatge a Itàlia que realitza Velázquez i que tenia com a missió ampliar la col·lecció de Felip IV.
El retrat va ser pintat poc abans de realitzar el Retrat d'Innocenci X i, hi ha qui diu que seria com una prova o una pràctica abans de pintar el papa Innocenci X. Podem veure, i això resulta curiós, un home molt altiu, mirant de reüll, amb una certa supèrbia per a ser esclau. La mirada, especialment, reflecteix aquest caràcter altiu i seriós. Velázquez, com ja succeïa en els seus retrats de bufons, és capaç de dotar de dignitat tots els seus personatges malgrat la seva professió o condició. Aquest és un bon exemple: la mirada d'aquest esclau sorprèn per la seva bona realització, ja que no ens indica en cap moment la condició social del retratat.
En la seva biografia de Velázquez, Antonio Palomino assenyala que va ser una pintura molt lloada pels crítics del moment.